# Трариви (Римини)
Трариви је насеље у Италији у округу Римини, региону Емилија-Ромања.
Према процени из 2011. у насељу је живело 1116 становника. Насеље се налази на надморској висини од 204 м.